# Poníci z Fantazie
Poníci z Fantazie (v anglickém originále Filly Funtasia) je čínsko-španělský animovaný televizní seriál vysílaný italskou stanicí Frisbee od 11. března 2019. V Česku měl úvodní díl premiéru 16. září 2020 na Minimaxu. Český dabing měl premiéru 5. září 2020 na Minimaxu v Maďarsku.

## Příběh
Poníci z Fantazie je o dobrodružstvích Rose, jednorožec filly, který navštěvuje Royal Magic Academy v království Funtasia. Její nejlepší přátelé - Bella, elfka klisnička, Lynn, čarodějnice klisna, Will, víla klisnička a Cedric, royale klisnička, ji doprovázejí, když chodí do mimořádné školy, aby zlepšili své magické dovednosti, ať už míchají nepředvídatelné lektvary nebo casting kouzel. Rose se také musí vypořádat s každodenním dospívajícím školním životem a zároveň se učit o kouzelném světě kolem sebe.
V suterénu akademie žije Wranglum, zlá stromovitá kouzelnická stvoření, která je uvězněna uvnitř „tmavého zrcadla“ nebo křišťálového vězení. On a jeho nohsled se pokouší ukrást kouzlo světa Filly. Battiwigs, netopýr, který je domácím mazlíčkem Will a Cedric, funguje tajně pro Wranglum jako jeho mumlářský přisluhovač a nese svého pána. Wranglum a Battiwigs vykreslují různá schémata, aby se pokusili ukrást jakékoli krystaly z akademie, které mohou, aby mohli pomocí své magie ovládnout Funtasii.

## Postavy
- Rose je hlavní hrdina a starostlivá mladá jednorožec, který se snaží být dobrý ve všem, co dělá.
- Bella, zkratka pro Isabellu je talentovaný elf, který miluje přírodu a najde krásu v každém.
- Lynn je velmi temperamentní čarodějnice z Witchy Kingdom.
- Will, zkratka pro Willow je odvážná víla, která ráda hraje žerty, a je s Lynn kamarády.
- Cedric je inteligentní princ a vynálezce.
- Wranglum je hlavní darebák série. Je to kouzelnická bytost podobná stromu, která je uvězněna v křišťálovém vězení, které má podobu zrcadla. Je odhodlán vládnout Funtasii všemi nezbytnými prostředky.
- Battiwigs je netopýr sloužící jako domácí mazlíček Will a Cedric's dorm a skrytý jako Wranglumův přisluhovač.

## Vysílání
| Řada | Díly | Premiéra          | Premiéra          | Premiéra v ČR  | Premiéra v ČR  |
| Řada | Díly | První díl         | Poslední díl      | První díl      | Poslední díl   |
| ---- | ---- | ----------------- | ----------------- | -------------- | -------------- |
| 1    | 13   | 11. března 2019   | 27. března 2019   | 16. září 2020  | 2. října 2020  |
| 2    | 13   | 25. prosince 2020 | 25. prosince 2020 | 11. února 2021 | 1. března 2021 |

## Produkce
Poníci z Fantazie vytvořili dánští bratři, Jacob a Henrik Ranis Stokholm Andersen, kteří kolem roku 2006 také založili franšízu Filly a slouží jako ředitelé série. Vývoj začal v létě 2012 a Tine S. Norbøll, vývojář franšízy, napsal příběh bible pro seriál. Ona byla také uměleckou ředitelkou pro show, ačkoli její práce nebyla připočítána. Animace BRB Internacional a jejich animační studio Studio 21 původně fungovaly, s nějakým outsourcingem od společnosti Black Dragon Entertainment v Číně.
Někteří pozoruhodní zaměstnanci BRB, kteří pracovali na přehlídce, zahrnují Stevepeiga, který navrhl některé z konceptuálního umění a jak by scény vystupovaly, a Dani Canovas, který navrhl některé z hlavních postav, jako je Rose a Will, a udělal barevný skript pro některé scény, stejně jako pozadí.
12. října 2012 byly vyhlášeny plány na animovaný televizní seriál založený na franšíze Filly, s pracovním názvem „Filly“, a tato série byla v roce 2014 nastavena na celosvětovou premiéru. Ukázka pro show byla představena na MIPTV v dubnu 2013. 29. května 2013 byla pořad přejmenována na "Filly Funtasia" ("Poníci z Fantazie" v české verzi) a někteří autoři pořadu byli odhaleni; Dean Stefan, Noelle Wright, Jymn Magon, Johnny Hartmann a Sean Derek. BRB Internacional měla distribuovat show mezinárodně, s výjimkou Německa, kde by to Dracco zvládl.
BRB oficiálně nahrál upoutávku na přehlídku 15. října 2013 na YouTube. Další upoutávka byla vydána na Twitter 11. dubna 2014 a představila klipy synchronizované s koncovým tématem show „From Now Until Forever“. Třetí vydání vyšlo 13. října 2014 společností Funtasia Daily, protože společnost BRB jim nabídla šanci ho vydat a oslovit širší publikum. Čtvrtý trailer k pořadu byl představen na MIPCOM 2015 a byl propuštěn 6. října 2015 a představoval klipy z pořadu synchronizované s úvodním tématem pořadu „Magical World“.
Dva 75minutové speciální show byly vyhlášeny 4. dubna 2016 na mediálním trhu MIPTV s názvem „Filly Stars“ a „Filly Butterfly“. Původně vytvořená divizí 3D filmu společnosti BRB, Apolo Films, nezaznamenaly se žádné zprávy o aktuálním stavu speciálů a o tom, zda byly zrušeny či nikoli až pozdě. Měli být propuštěni před představením, aby vysvětlili postavy a svět, což vysvětluje, proč Poníci z Fantazie začíná bez řádného představení.
Později v roce 2016 přestaly BRB a Screen 21 na show pracovat a přestaly s ní veřejně spolupracovat. Lze předpokládat, že kolem této doby také skončil i Černý drak. Kolem roku 2018 se k produkci seriálu připojila španělská společnost B-Water Animation Studios a kantonská společnost Guangzhou Huamai Animation Studios a pracovala na dokončení toho, co předchozí studia zanechala. Pátý trailer k pořadu, který by byl prvním materiálem Poníci z Fantazie za několik let, byl propuštěn do Vimeo 23. března 2018 společností B-Water. Bylo by to také poslední upoutání show, které vyšlo před premiérou o rok později.
Poníci z Fantazie měla velké problémy ve svém vývoji pět let před jejím propuštěním a přehlídka byla mnohokrát zpožděna, než byla konečně premiéra v roce 2019. I když důvody zpoždění zůstávají nejasné, pravděpodobně to zahrnuje finanční problémy, kterým čelili bratři Andersenové, BRB a Screen 21 z jejich strany náhle zastavili výrobu seriálu a Dracco zahájil právní kroky proti Simba Dickie Group. V konečné verzi anglických a čínských kreditů nikdo z BRB a Screen 21 nebo Black Dragon nebyl připsán, protože tyto společnosti ustoupily ze své účasti v seriálu.
Dne 17. ledna 2020 získal seriál druhou řadu, jejíž premiéra proběhla v říjnu 2020.